# Shengtang, Guangdong
Shengtang (kinesiska: 圣堂) är en köping i sydöstra Kina. Den ligger i Enping i staden Jiangmen i provinsen Guangdong, omkring 130 kilometer sydväst om provinshuvudstaden Guangzhou. Antalet invånare är 25 038. Befolkningen består av 11 947 kvinnor och 13 091 män. Barn under 15 år utgör 15,0 %, vuxna 15-64 år 73 %, och äldre över 65 år 11,0 %.